# Jan Wasilkowski

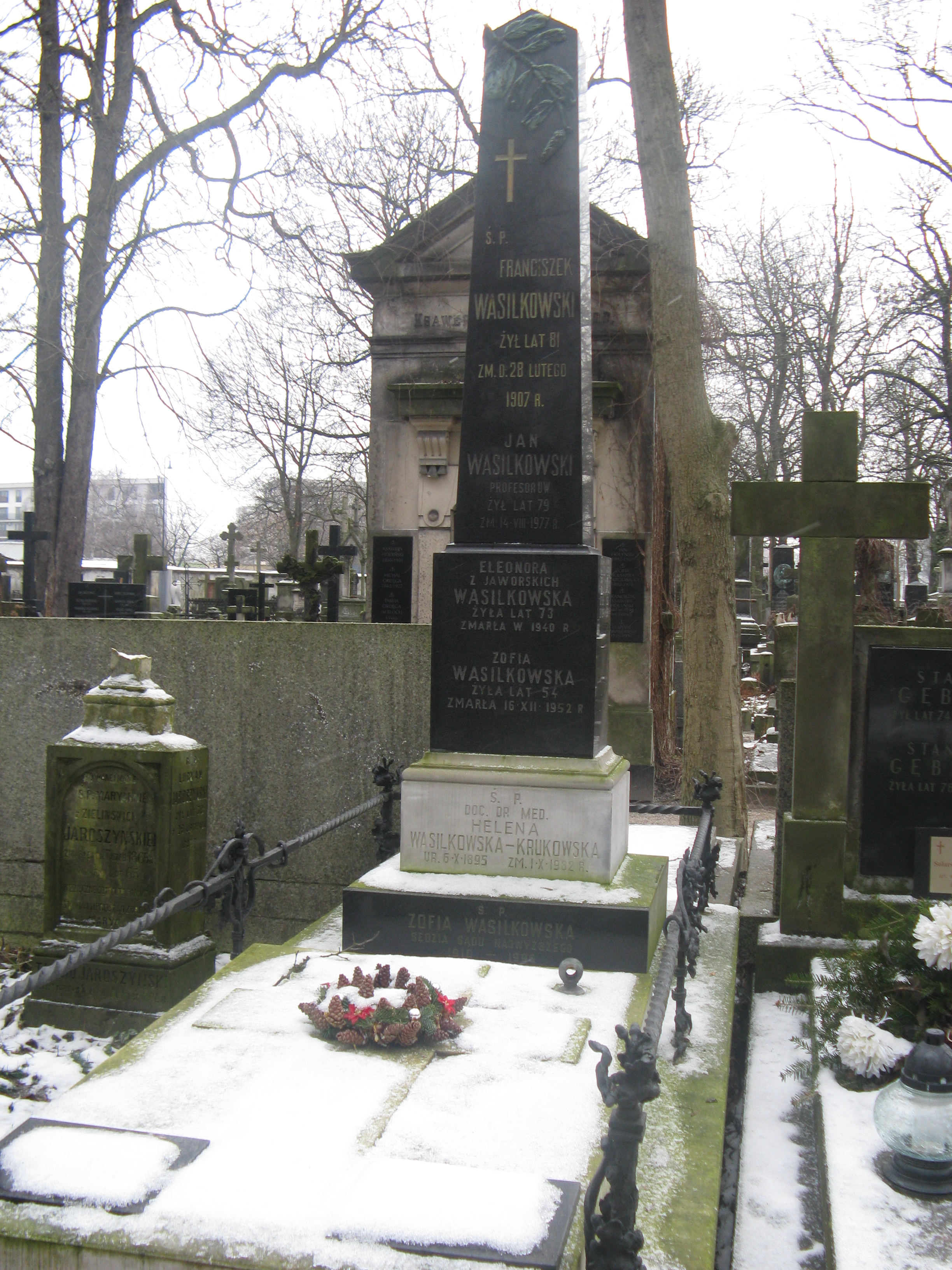
Grób Jana i Zofii Wasilkowskich na cmentarzu Powązkowskim w Warszawie

Jan Wasilkowski (ur. 11 maja 1898 w Sławkowie, zm. 14 sierpnia 1977 w Warszawie) – polski prawnik, polityk, oficer rezerwy Wojska Polskiego, członek Komitetu Centralnego PZPR (1959–1969), rektor Uniwersytetu Warszawskiego (1949–1952), następnie pierwszy prezes Sądu Najwyższego (1956–1967) i poseł na Sejm PRL III, IV i V kadencji (1961–1972), członek Ogólnopolskiego Komitetu Frontu Jedności Narodu. Budowniczy Polski Ludowej.

## Życiorys
Urodził się 11 maja 1898 w Sławkowie, woj. kieleckie, w rodzinie Czesława i Aleksandry z Chmielewskich. Ukończył szkołę handlową w Kielcach. Od 11 listopada 1918 do grudnia 1920 ochotniczo służył w Wojsku Polskim. Podporucznik artylerii rezerwy. Studiował na Uniwersytecie Wiedeńskim oraz na wydziale prawa Uniwersytetu Jagiellońskiego (1923). Studia uzupełniał w latach 1923–1924 na Uniwersytecie w Nancy. Od 1924 związany z Uniwersytetem Warszawskim. W 1923 został doktorem, w 1924 pracownikiem naukowym UW, w 1937 profesorem nadzwyczajnym, a w 1947 profesorem zwyczajnym.
W 1934 roku jako podporucznik rezerwy pozostawał w ewidencji Powiatowej Komendy Uzupełnień Warszawa Miasto III. Posiadał przydział w rezerwie do 1 Pułku Artylerii Ciężkiej w Modlinie. Na stopień porucznika został mianowany ze starszeństwem z 19 marca 1939 i 66. lokatą w korpusie oficerów rezerwy artylerii. W czasie wojny obronnej dostał się do niemieckiej niewoli. Przebywał w Oflagu VI Dössel. 
W latach 1947–1949 dziekan Wydziału Prawa i Administracji UW, zaś w latach 1949–1952 rektor Uniwersytetu Warszawskiego. Był wieloletnim kierownikiem Katedry Prawa Cywilnego i Prawa Cywilnego Porównawczego. Od 1952 członek korespondent, od 1958 członek rzeczywisty Polskiej Akademii Nauk, w latach 1955–1968 członek jej prezydium, w latach sekretarz 1955–1957 Wydziału I Nauk Społecznych, w latach 1952–1956 kierownik Zakładu Nauk Prawnych PAN (obecnego Instytutu Nauk Prawnych). Przewodniczył pracom Komisji Kodyfikacyjnej przy Ministrze Sprawiedliwości w latach 1956–1968. Był współtwórcą projektu Kodeksu cywilnego, uchwalonego w 1964 i obowiązującego do dziś.
Od 1946 był członkiem Polskiej Partii Socjalistycznej, z którą w 1948 przystąpił do Polskiej Zjednoczonej Partii Robotniczej. Był członkiem Komitetu Uczelnianego PZPR na Uniwersytecie Warszawskim. Od 1948 był sędzią Sądu Najwyższego, w latach 1956–1967 pełnił funkcję Pierwszego Prezesa SN. W latach 1959–1964 był zastępcą członka, a od 1964 do 1969 członkiem Komitetu Centralnego PZPR, był delegatem na III i IV zjazd partii. W latach 1961–1972 poseł na Sejm PRL III, IV i V kadencji, w parlamencie przez trzy kadencje sprawował funkcję przewodniczącego Komisji Wymiaru Sprawiedliwości.
Doktor honoris causa Uniwersytetu Karola w Pradze i Uniwersytetu Wrocławskiego. 22 lipca 1964 z okazji 20-lecia Polski Ludowej otrzymał nagrodę państwową II stopnia.
Autor publikacji naukowych np. Encyklopedia Podręczna Prawa Prywatnego (wraz z Fryderykiem Zollem), Prawo rzeczowe w zarysie, Warszawa PWN 1957, Zarys prawa rzeczowego, Warszawa PWN 1963, Prawo własności w PRL. Zarys wykładu (opr. przy współudziale M. Madeya), Warszawa PWN 1969.

## Życie prywatne
Małżonką Jana Wasilkowskiego była Zofia Wasilkowska, ich synem Andrzej Wasilkowski. Razem z żoną spoczywają na cmentarzu Powązkowskim (kwatera 44-2-4).

## Ordery i odznaczenia
- Order Budowniczych Polski Ludowej (1977)[10]
- Order Sztandaru Pracy I i II klasy[11]
- Krzyż Komandorski z Gwiazdą Orderu Odrodzenia Polski (1964)[12]
- Order Sztandaru Pracy II klasy (22 lipca 1951)[13]
- Krzyż Komandorski Orderu Odrodzenia Polski (16 lipca 1954)[14]
- Krzyż Oficerski Orderu Odrodzenia Polski (3 lutego 1947)[15]
- Medal 10-lecia Polski Ludowej (14 stycznia 1955)[16]
- Odznaka 1000-lecia Państwa Polskiego (1966)[17]
- Tytuł honorowego członka Zrzeszenia Prawników Polskich (1972)[18]

## Upamiętnienie
W 1979 jego imieniem nazwano ulicę na warszawskim Ursynowie.